# Hofkirchen (Gemeinde St. Valentin)
Hofkirchen ist eine Katastralgemeinde der Stadtgemeinde St. Valentin im Bezirk Amstetten in Niederösterreich.

## Siedlungsentwicklung
Zum Jahreswechsel 1979/1980 befanden sich in der Katastralgemeinde insgesamt 86 Bauflächen auf 46.060 m² und 64 Gärten auf 194.414 m²; zum Jahreswechsel 1989/1990 waren es 83 Bauflächen. 1999/2000 war die Zahl der Bauflächen auf 86 angewachsen und 2009/2010 waren es 119 Gebäude auf 174 Bauflächen.

## Geschichte
Laut Adressbuch von Österreich waren im Jahr 1938 in Hofkirchen ein Gastwirt, ein Müller, ein Trafikant, ein Tischler und ein Landwirt ansässig.

## Bodennutzung
Die Katastralgemeinde ist landwirtschaftlich geprägt. 520 Hektar wurden zum Jahreswechsel 1979/1980 landwirtschaftlich genutzt und 47 Hektar waren forstwirtschaftlich geführte Waldflächen. 1999/2000 wurde auf 534 Hektar Landwirtschaft betrieben und 47 Hektar waren als forstwirtschaftlich genutzte Flächen ausgewiesen. Ende 2018 waren 515 Hektar als landwirtschaftliche Flächen genutzt und Forstwirtschaft wurde auf 54 Hektar betrieben. Die durchschnittliche Bodenklimazahl von Hofkirchen beträgt 40,3 (Stand 2010).